# Commission européenne contre le racisme et l'intolérance
La Commission européenne contre le racisme et l'intolérance (ECRI) est un établissement du Conseil de l'Europe créé en 1993 pour lutter contre le racisme, l'antisémitisme, la xénophobie et toutes les discriminations en raison de la langue, religion et ethnicité et pour promouvoir la tolérance et l'état de droit. De 2002 à 2004, Nils Muižnieks la présidait.